# Lake Learmonth
Lake Learmonth är en sjö i Australien. Den ligger i delstaten Victoria, omkring 120 kilometer väster om delstatshuvudstaden Melbourne. Lake Learmonth ligger 406 meter över havet. Arean är 4,4 kvadratkilometer. Den sträcker sig 2,7 kilometer i nord-sydlig riktning, och 2,7 kilometer i öst-västlig riktning.
Trakten runt Lake Learmonth består till största delen av jordbruksmark. Runt Lake Learmonth är det ganska tätbefolkat, med 56 invånare per kvadratkilometer. Genomsnittlig årsnederbörd är 690 millimeter. Den regnigaste månaden är juli, med i genomsnitt 87 mm nederbörd, och den torraste är januari, med 20 mm nederbörd.